# 薩爾茨堡霍赫特山

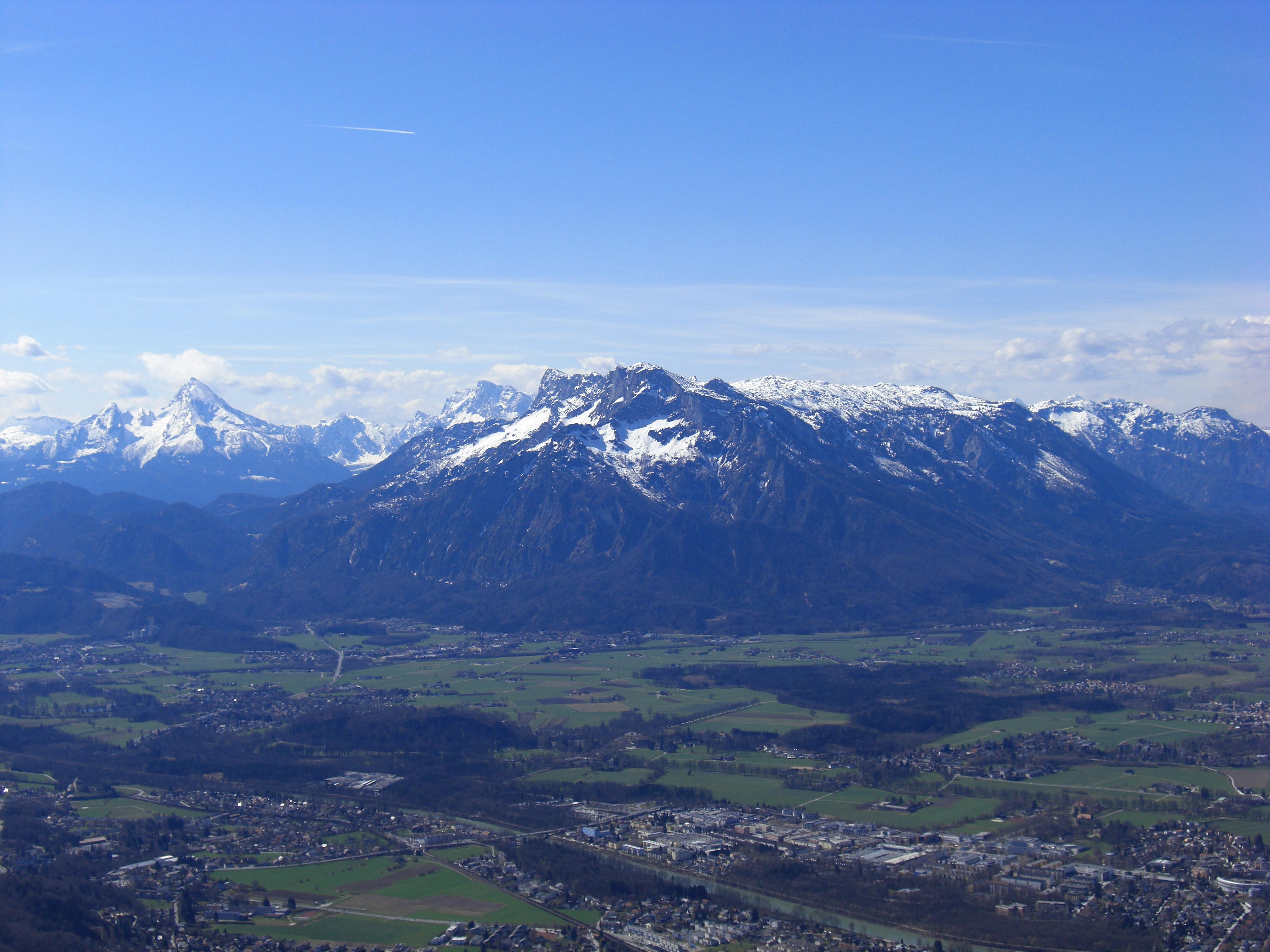

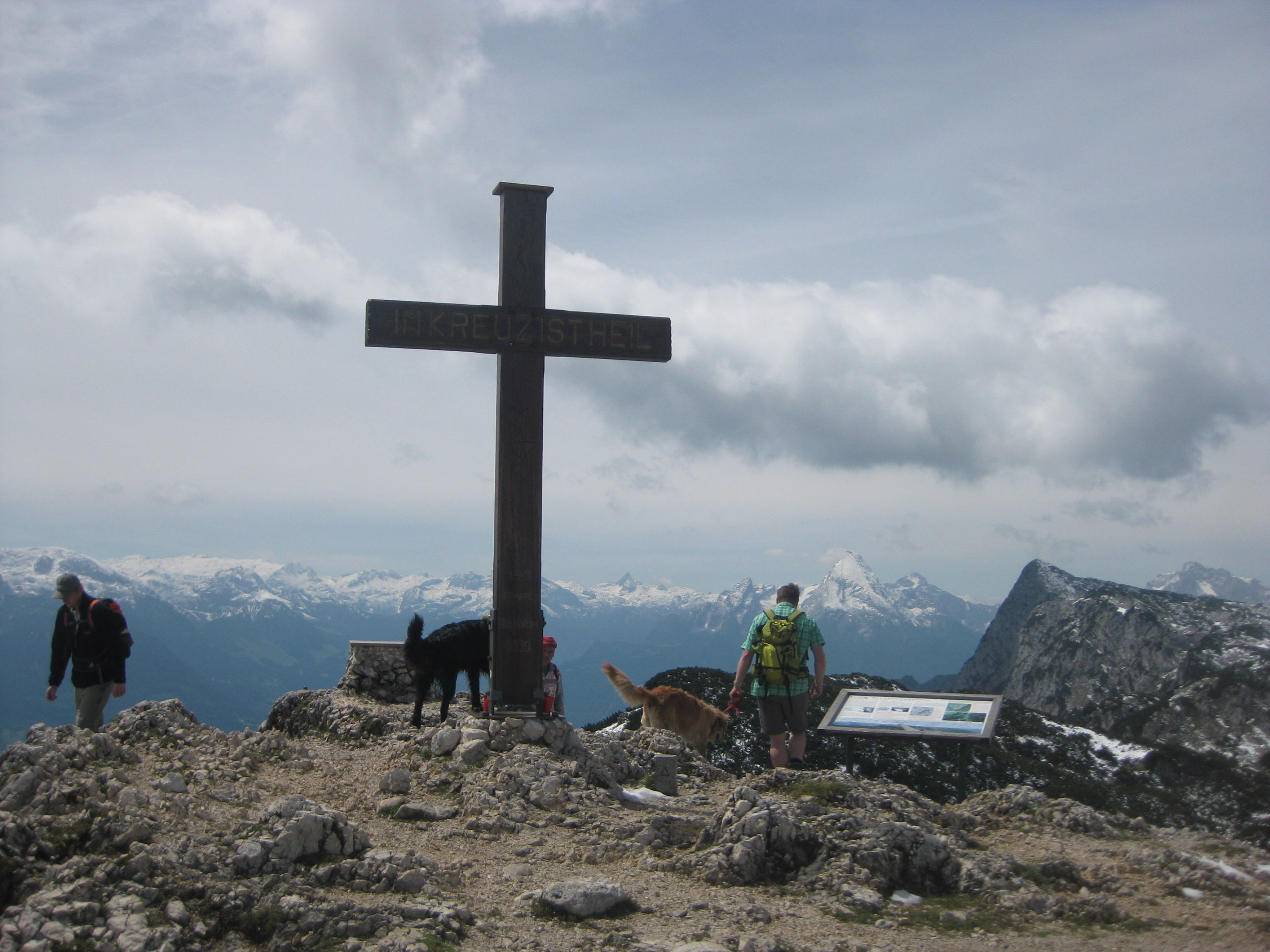

47°43′05″N 13°00′17″E / 47.71802°N 13.00475°E
薩爾茨堡霍赫特山（德語：Salzburger Hochthron），是中歐的山峰，位於奧地利和德國接壤的邊境，屬於貝希特斯加登阿爾卑斯山脈的一部分，距離貝希特斯加登霍赫山2.5公里，海拔高度1,852米，每年平均降雨量1,894毫米。